# ألان بارنت
ألان بارنت (بالإنجليزية: Alan Barnett)‏ هو لاعب كرة قدم بريطاني، ولد في 4 نوفمبر 1934 في كرويدون في المملكة المتحدة، وتوفي في أكتوبر 1978 في بورتسموث في المملكة المتحدة. لعب مع غريمسبي تاون ونادي إكزتر سيتي ونادي بورتسموث ونادي توركي يونايتد.